# Recorded Live (Ten Years After)
Recorded Live è un album doppio, registrato dal vivo, del gruppo musicale britannico Ten Years After, pubblicato nel 1973.

## Tracce

### Disco 1

#### Lato A
1. One of These Days – 5:36
2. You Give Me Loving – 5:25
3. Good Morning Little Schoolgirl – 7:15

#### Lato B
1. Hobbit - 7:15
2. Help Me – 10:44

### Disco 2

#### Lato A
1. Classical Thing – 0:55
2. Scat Thing – 0:54
3. I Can't Keep From Cryin', Sometimes (part 1) – 1:57
4. Extension on One Chord - 10:46
5. I Can't Keep From Cryin', Sometimes (part 2) – 3:21

#### Lato B
1. Silly Thing – 0:26
2. Slow Blues In 'C' – 7:24
3. I'm Going Home – 9:30
4. Choo Choo Mama – 2:56

## Formazione
- Alvin Lee - chitarra e voce
- Leo Lyons - basso elettrico
- Chick Churchill - organo
- Ric Lee - batteria